# Chira micans
Chira micans là một loài nhện trong họ Salticidae.
Loài này thuộc chi Chira. Chira micans được Eugène Simon miêu tả năm 1902.